# Unua Libro
Az Unua Libro az első eszperantó nyelvkönyv, orosz nyelven íródott. Az eszperantó nyelvet Lazar Markovics Zamenhof lengyel szemészorvos alkotta meg Doktoro Esperanto -- reménykedő doktor néven. A könyv megjelenését kétszer hagyta jóvá a cári cenzúra: először az orosz Julián-naptár szerint 1887. május 21-én (a Gergely-naptár szerint 1887. június 2-án), ekkor még csak a nyomtatást követő terjesztés nélkül, de a Gergely-naptár szerint 1887. július 26-át (a Julián naptár szerint július 14-ét) az eszperantisták az eszperantó nyelv születésnapjának tekintik. A mű eredeti címe oroszul: „Международный языкъ. Предисловіе и полный учебникъ.“ („Mezsdunarodnij jazik. Pregyiszlovije i polnij ucsebnyik.”; eszperantóul: „Internacia lingvo. Antaŭparolo kaj plena lernolibro.”; magyarul: „Nemzetközi nyelv. Előszóval és teljes nyelvtannal.”) Az első eszperantó nyelvkönyv „Unua Libro” néven tudatosult az eszperantisták körében. A későbbi elnevezések, igazodva a kialakult hagyományhoz, megtartották a formulát, így 1888-ban megjelent a „Nemzetközi nyelv második nyelvtankönyve”, szintén oroszul.
Az egyes nemzetek is átvették az elnevezést, – különösen, ha az eredeti orosz 1887. júliusi verzióról volt szó –, így pontosítottak pl.: „a német „Unua Libro” v. az orosz „Unua Libro” első kiadása”.

## Tartalom
A mű 40 lapból áll, tartalma a következő:
- Előszó, 28 oldal, köztük az első eszperantó szövegek.
- Miatyánk, ima
- A Bibliából
- Mintalevél
- Gondolataim – eredeti eszperantó költemény
- Heine-től, német nyelvből fordított Henrik Heine művek
- Ó, a szívem! – eredeti eszperantó költemény
- Ígéret, 8 azonos című cédula aláírásához, melyben ígéretet tesznek a nyelv megtanulására, ha 10 millió ember nyilvánosan megígéri a nyelv megtanulását
- A „Nemzetközi nyelv” teljes nyelvtankönyve, 6 oldal, az ABC és a 16 nyelvtani szabály bemutatása.
- Eszperantó-orosz szótár (közös lapon) a következő orosz nyelvű mondattal: „Minden, ami eszperantó nyelven íródott, megérthető ennek a szótárnak a segítségével!”

## Kiadásai
Az eredeti kiadás orosz nyelvű volt, de 1887 végére a könyv megjelent lengyel, német és francia nyelven ill. a második orosz nyelvű kiadás is. Az első angol nyelvű verzió 1888-ban jelent meg rossz fordítással. Állítólag maga Zamenhof szüntette be a forgalmazását, majd egy Angliában élő ír, Richard H. Geoghegan, újrafordította a könyvet.
1888 vége előtt a „Második Könyv – Dua Libro” és a „Második Könyv ráadása – Fundamenta Krestomatio” is kiadásra került.
1889-ben az „Első Könyvet - Unua Libro” héberre is lefordították.

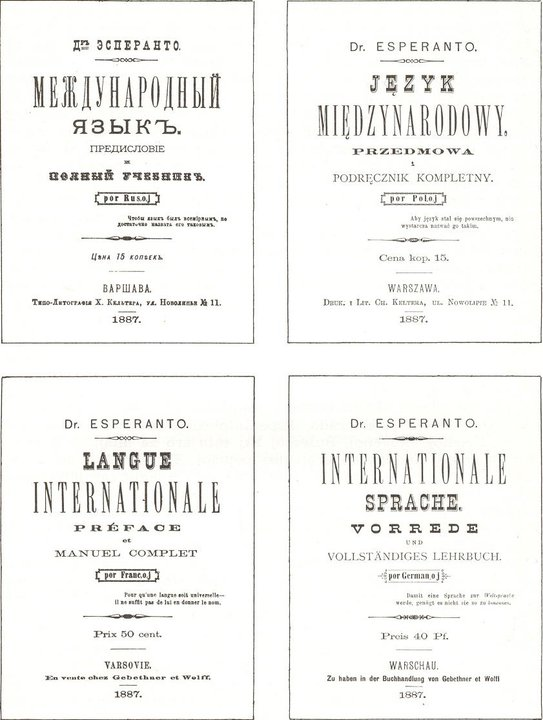
Orosz, lengyel, francia és német Unua Libro – 1887
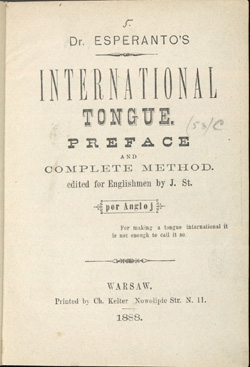
Unua Libro – angol kiadás, 1888

### Az első magyar nyelvű eszperantó nyelvkönyv
Esperanto világnyelv: Gyakorlati és elméleti módszer a Zamenhof-féle világnyelv néhány nap alatt való megtanulására.
Nyelvtannal, gyakorlatokkal és szótárral (magyar Unua Libro) / írta Barabás Ábel, előszóval ellátta szentkatolnai Bálint Gábor. :Kolozsvár, Barabás Ábel, 1898. VI, 203 p.,

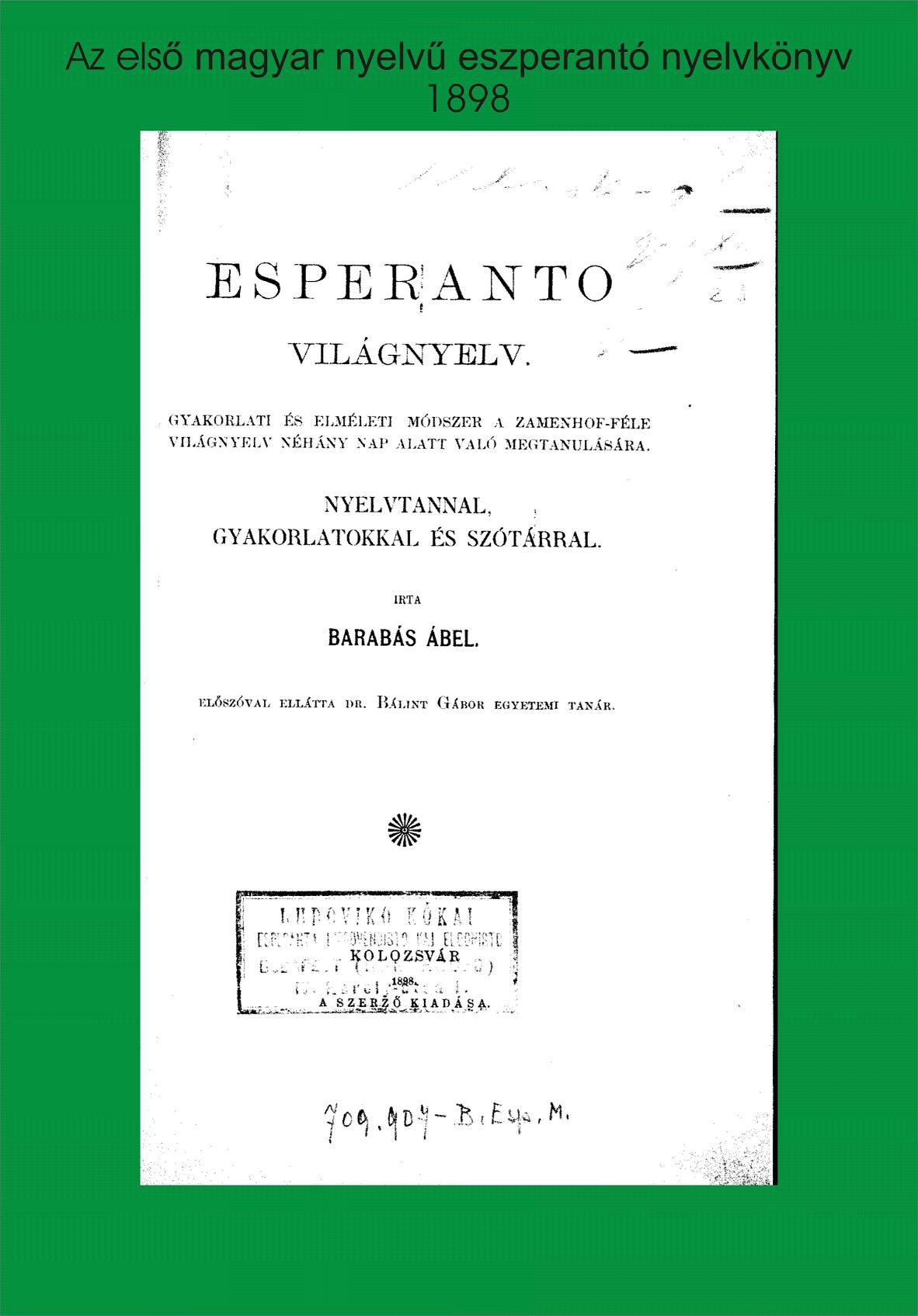
Az első magyar nyelvű eszperantó nyelvkönyv
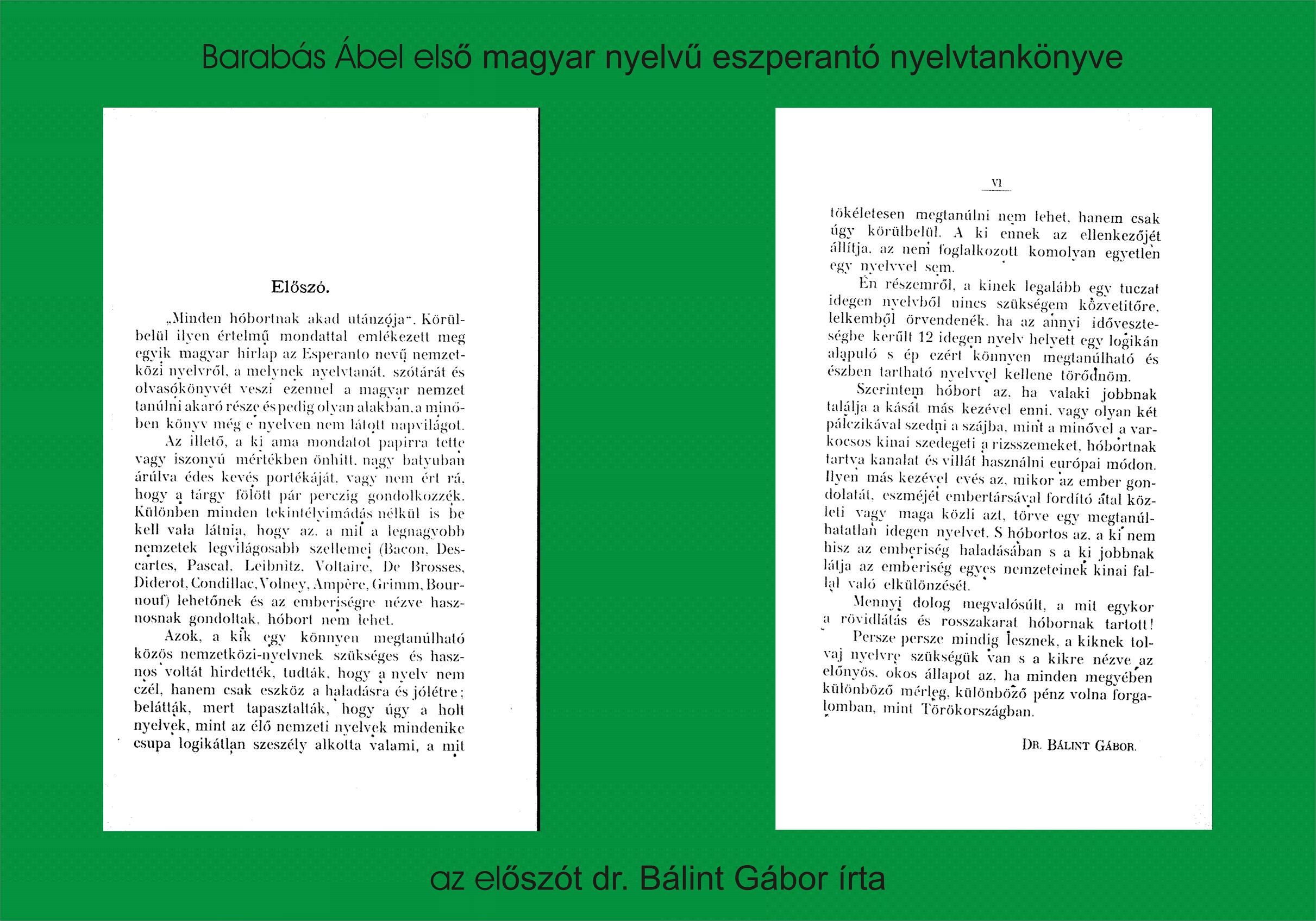
Az első magyar nyelvű eszperantó nyelvkönyv előszava

## Dua Libro
A Dua Libro de l' Lingvo Internacia vagy csak egyszerűen Dua Libro, egy 50 oldalas füzet, amelyet L. L. Zamenhof adott ki 1888 elején. Az Unua Libro után ez a második könyv az eszperantóról. Ellentétben az Unua Libro-val, amelyet oroszul írt Z. (és később több nemzeti nyelvre is lefordították), a Dua Libro eszperantó nyelven íródott.

### Tartalma

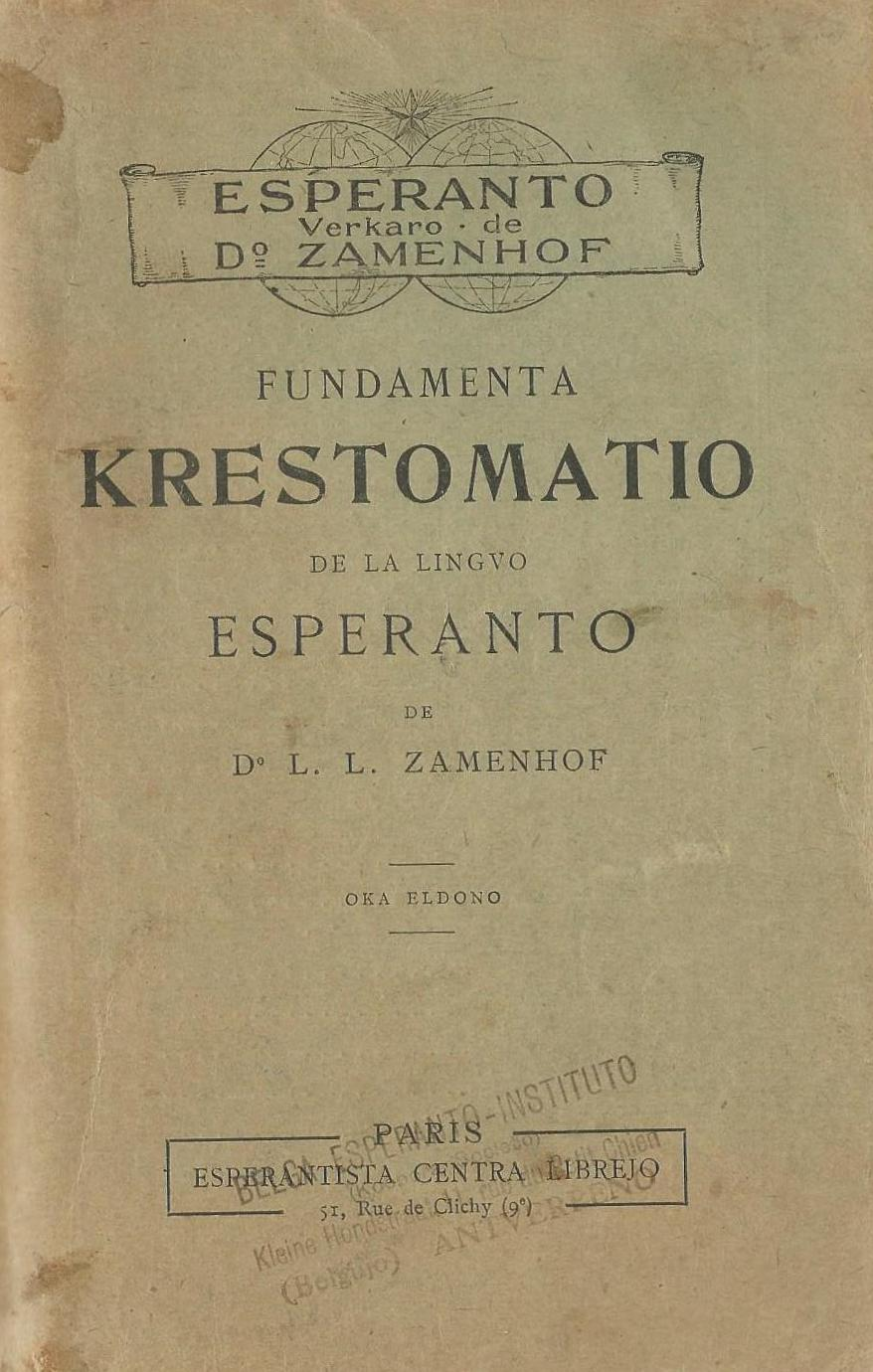

A füzet két részből állt:
1. Válaszok azoknak, akik levélben keresték meg Zamenhofot az eszperantó nyelvvel kapcsolatban

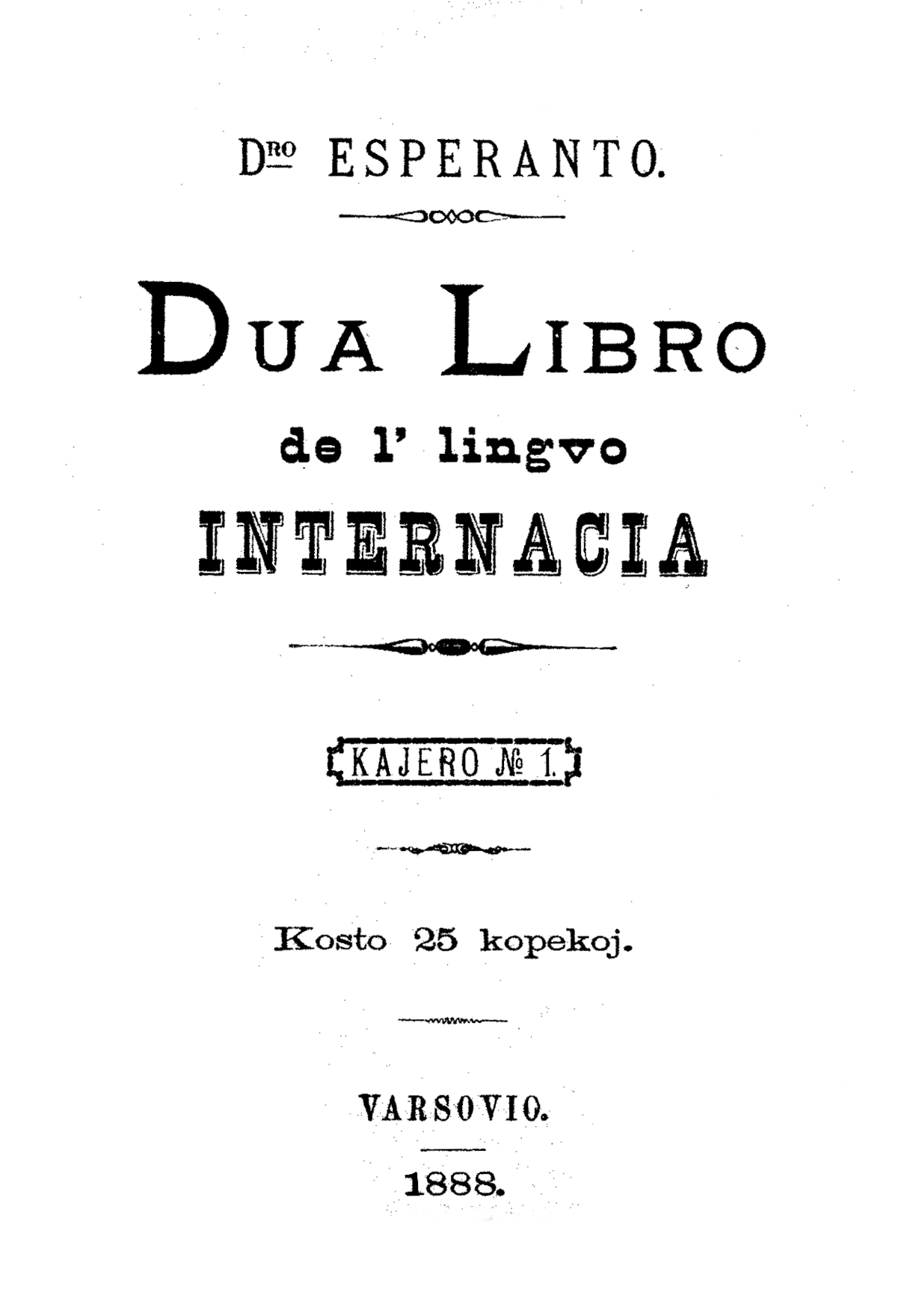

2. Fordítások és gyakorlatok

## Fundamenta Krestomatio
A Fundamenta Krestomatio de la Lingvo Esperanto, vagy csak egyszerűen Fundamenta Krestomatio, amelyet először 1903-ban adott ki L. L. Zamenhof, eszperantó nyelvű mintaművek, valamint eredeti irodalom és fordítások korai gyűjteménye volt.

### Tartalma
A könyv 8 részből állt:
1. Gyakorlatok
2. Mesék és legendák
3. Anekdoták/Történetek
4. Élet és tudomány
5. Cikkek az eszperantóról
6. Költészet
7. Ráadás

## Fordítás
- Ez a szócikk részben vagy egészben  az   Unua Libro című eszperantó Wikipédia-szócikk ezen változatának fordításán alapul.  Az eredeti cikk szerkesztőit annak laptörténete sorolja fel. Ez a jelzés csupán a megfogalmazás eredetét és a szerzői jogokat jelzi, nem szolgál a cikkben szereplő információk forrásmegjelöléseként.
- Ez a szócikk részben vagy egészben  a   Dua Libro című eszperantó Wikipédia-szócikk ezen változatának fordításán alapul.  Az eredeti cikk szerkesztőit annak laptörténete sorolja fel. Ez a jelzés csupán a megfogalmazás eredetét és a szerzői jogokat jelzi, nem szolgál a cikkben szereplő információk forrásmegjelöléseként.
- Ez a szócikk részben vagy egészben  a   Fundamenta Krestomatio című eszperantó Wikipédia-szócikk ezen változatának fordításán alapul.  Az eredeti cikk szerkesztőit annak laptörténete sorolja fel. Ez a jelzés csupán a megfogalmazás eredetét és a szerzői jogokat jelzi, nem szolgál a cikkben szereplő információk forrásmegjelöléseként.